# Aeroportul Mbarara
Aeroportul Mbarara (IATA: MBQ, ICAO: HUMA) este un aeroport din Western Region⁠(d), Uganda ce deservește zona Mbarara. A fost numit după zona deservită.
Situat la o altitudine de 1.402 m, aeroportul dispune de o singură pistă.